# Krasznozatonszkij
Krasznozatonszkij (oroszul: Краснозатонский) városi jellegű település Oroszországban, Komiföldön. Egykor hajógyáráról volt nevezetes.
Lakossága: 8603 fő (a 2010. évi népszámláláskor).

## Fekvése
A köztársasági fővárostól, Sziktivkartól 9 km-re keletre, a Vicsegda bal partja mellett helyezkedik el. 1939-ben a település neve Zaton „Krasznij Vodnyik” volt. A név a település elhelyezkedésére utal: a „zaton” jelentése 'a partba benyúló folyóöböl, lefolyástalan folyóöböl'.

## Története
1931-ben a vicsegdai hajózás elősegítésére a Sziktivkarral szemközti folyóparton hajójavító üzemet alapítottak. A tavaszi áradások miatt azonban az üzemet 1934-ben a várostól 9 km-re lévő megfelelőbb helyre költöztették és ott új szerelőműhelyt, kisebb öntödét is létesítettek. 1941-ben a Gulag foglyainak munkájával hajógyár építése kezdődött. A hajók javításán és a hajógyár építésén dolgozók egyaránt embertelen körülmények között éltek, kezdetleges módszerekkel végezték munkájukat.
1952-ben hivatalosan is megalakult Krasznozatonszkij mint munkástelepülés (rabocsij poszjolok). Az 1950-es évek közepén a két ipari létesítmény egyesítésével létrejött a Vicsegdai Hajójavító Gyár, a település gazdaságát meghatározó vállalat. 
Az 1980-as években kezdődött válságos időszakban a gyárat szervezetileg a sziktivkari folyami kikötőhöz csatolták. A település gazdasági életét egykor meghatározó vállalat ellen az 1990-es évek közepén csődeljárás indult.